# Ivan Ljubičić
Ivan Ljubičić (Banja Luka, 19 de março de 1979) é um ex-tenista profissional croata, nascido na Bósnia e Herzegovina. Tornou-se profissional em 1998.
Ivan Ljubičić possuiu um dos saques mais fortes do circuito internacional. Era especialista em superfícies rápidas, nas quais podia soltar toda a potência de sua raquete. Em diversas ocasiões, não necessitava de nada além do saque para ir acumulando pontos em suas partidas.
Em maio de 2006, o croata obteve seu melhor ranking em simples pela ATP, quando chegou a ser número 3 do ranking mundial masculino.
O croata Ivan Ljubičić faturou dez títulos em simples durante os 15 anos de carreira, somando mais de US$ 10 milhões em prêmios. Sua principal conquista foi o Masters 1000 de Indian Wells, nos EUA, em 2010. Durante a competição, ele superou Novak Đjoković, , Rafael Nadal (então número 1 do mundo) e Andy Roddick. Além disso, somou outros três vices em torneios ATP Masters 1000, um no Masters de Madrid de 2005, outro no Masters de Paris de 2005, e um em 2006, no Masters de Miami.
Fez parte da equipe croata campeã da Copa Davis de 2005. Pois jogando ao lado de Mario Ančić, Goran Ivanišević e Ivo Karlovic, o croata ajudou a colocar a Croácia no mapa do esporte com os 3 a 2 diante da Eslováquia, fora de casa. "Para mim, vencer a Copa Davis foi definitivamente o maior feito da minha carreira", disse o croata. "Foi fantástico por tudo o que aconteceu depois. O dia depois que vencemos, voltamos à Croácia e estávamos na praça central de Zagreb com cerca de 100 mil pessoas esperando por nós para comemorar o título", relembrou Ljubicic sobre a vitória na decisão da Copa Davis diante da Eslováquia.
Participou dos Jogos Olímpicos de Sydney 2000 e Atenas 2004, obtendo nesta última a medalha de bronze em duplas com Mario Ančić.
Nos torneios do Grand Slam, Ljubicic se destacou nas quadras de saibro do Grand Slam de Roland Garros, onde alcançou às semifinais em 2006. Na ocasião, o croata só parou diante do campeão Rafael Nadal.
Ljubicic tinha grande carisma entre os tenistas. Não é à toa que foi eleito para o Conselho de Jogadores da ATP, servindo durante seis anos, de 2002 a 2008 (foi presidente nos dois últimos anos).
Filho de um eletricista e de uma dona de casa, teve de escapar da guerra que assolava seu país em 1992 e mudar-se para a Itália, onde conseguiu construir uma sólida carreira profissional cheia de êxitos, até situar-se no top 10 da lista elaborada pela ATP. Atualmente reside em Monte Carlo (Mônaco) com sua esposa Aida, com quem se casou em novembro de 2004.
Em 2012, após perder para o compatriota Ivan Dodig, pela primeira rodada do Masters 1000 de Monte Carlo, o croata então com 33 anos, anunciou a aposentadoria, e se despediu oficialmente das quadras. Em uma curta cerimônia após a partida Ivan Ljubicic declarou: "Acho que este clube, este torneio, é um lugar especial. O grande tênis começou para mim aqui em 1999, no qualifying, derrotando Andrei Medvedev e Kafelnikov. De certa forma, começar e terminar aqui, onde eu moro e onde ficarei mesmo depois do fim de minha carreira, acho que é a coisa certa e o lugar certo de me aposentar".
É o atual treinador do tenista Roger Federer.

## ATP Tour finais

### ATP Masters Series finais

#### Simples: 4 (1 título, 3 vices)
| Resultado | Ano  | Campeonato   | Piso        | Oponente      | Placar                       |
| --------- | ---- | ------------ | ----------- | ------------- | ---------------------------- |
| Vice      | 2005 | Madrid       | Duro (i)    | Rafael Nadal  | 6–3, 6–2, 3–6, 4–6, 6–7(3–7) |
| Vice      | 2005 | Paris        | Carpete (i) | Tomáš Berdych | 3–6, 4–6, 6–3, 6–4, 4–6      |
| Vice      | 2006 | Miami        | Duro        | Roger Federer | 6–7(5–7), 6–7(4–7), 6–7(6–8) |
| Campeão   | 2010 | Indian Wells | Duro        | Andy Roddick  | 7–6(7–3), 7–6(7–5)           |

### ATP Simples: 24 (10–14)
| Legenda                           |
| --------------------------------- |
| Grand Slam (0–0)                  |
| ATP World Tour Finals (0–0)       |
| ATP World Tour Masters 1000 (1–3) |
| ATP World Tour 500 Series (2–3)   |
| ATP World Tour 250 Series (7–8)   |

| Títulos por Piso |
| ---------------- |
| Duro (7–12)      |
| Saibro (0–0)     |
| Grama (1–0)      |
| Carpete (2–2)    |

| Resultado | N.  | Data              | Campeonato                | Piso        | Oponente            | Placar                       |
| --------- | --- | ----------------- | ------------------------- | ----------- | ------------------- | ---------------------------- |
| Campeão   | 1.  | 8 Outubro 2001    | Lyon, França              | Carpete (i) | Younes El Aynaoui   | 6–3, 6–2                     |
| Vice      | 1.  | 12 Janeiro 2004   | Doha, Qatar               | Duro        | Nicolas Escudé      | 3–6, 6–7(4–7)                |
| Vice      | 2.  | 10 Janeiro 2005   | Doha, Qatar (2)           | Hard        | Roger Federer       | 3–6, 6–7(4–7)                |
| Vice      | 3.  | 14 Fevereiro 2005 | Marseille, França         | Duro (i)    | Joachim Johansson   | 5–7, 4–6                     |
| Vice      | 4.  | 21 Fevereiro 2005 | Rotterdam, Holanda        | Duro (i)    | Roger Federer       | 7–5, 5–7, 6–7(5–7)           |
| Vice      | 5.  | 28 Fevereiro 2005 | Dubai, EAU                | Duro        | Roger Federer       | 1–6, 7–6(8–6), 3–6           |
| Campeão   | 2.  | 9 Outubro 2005    | Metz, França              | Duro (i)    | Gaël Monfils        | 7–6(9–7), 6–0                |
| Campeão   | 3.  | 16 Outubro 2005   | Vienna, Áustria           | Duro (i)    | Juan Carlos Ferrero | 6–2, 6–4, 7–6(7–5)           |
| Vice      | 6.  | 24 Outubro 2005   | Madrid, Espanha           | Duro (i)    | Rafael Nadal        | 6–3, 6–2, 3–6, 4–6, 6–7(3–7) |
| Vice      | 7.  | 7 Novembro 2005   | Paris, França             | Carpete (i) | Tomáš Berdych       | 3–6, 4–6, 6–3, 6–4, 4–6      |
| Campeão   | 4.  | 8 Janeiro 2006    | Chennai, Índia            | Duro        | Carlos Moyà         | 7–6(8–6), 6–2                |
| Campeão   | 5.  | 5 Fevereiro 2006  | Zagreb, Croácia           | Carpete (i) | Stefan Koubek       | 6–3, 6–4                     |
| Vice      | 8.  | 3 Abril 2006      | Miami, USA                | Duro        | Roger Federer       | 6–7(5–7), 6–7(4–7), 6–7(6–8) |
| Vice      | 9.  | 2 Outubro 2006    | Bangkok, Tailândia        | Duro (i)    | James Blake         | 3–6, 1–6                     |
| Campeão   | 6.  | 15 Outubro 2006   | Vienna, Áustria           | Duro (i)    | Fernando González   | 6–3, 6–4, 7–5                |
| Campeão   | 7.  | 6 Janeiro 2007    | Doha, Qatar               | Duro        | Andy Murray         | 6–4, 6–4                     |
| Vice      | 10. | 5 Fevereiro 2007  | Zagreb, Croácia           | Carpete (i) | Marcos Baghdatis    | 6–7(4–7), 6–4, 4–6           |
| Vice      | 11. | 26 Fevereiro 2007 | Rotterdam, Holanda        | Duro (i)    | Mikhail Youzhny     | 2–6, 4–6                     |
| Campeão   | 8.  | 17 Junho 2007     | 's-Hertogenbosch, Holanda | Grama       | Peter Wessels       | 7–6(7–5), 4–6, 7–6(7–4)      |
| Vice      | 12. | 1 Março 2008      | Zagreb, Croácia           | Duro (i)    | Sergiy Stakhovsky   | 5–7, 4–6                     |
| Campeão   | 9.  | 1 Novembro 2009   | Lyon, França              | Duro (i)    | Michaël Llodra      | 7–5, 6–3                     |
| Campeão   | 10. | 21 Março 2010     | Indian Wells, EUA         | Duro        | Andy Roddick        | 7–6(7–3), 7–6(7–5)           |
| Vice      | 13. | 31 Outubro 2010   | Montpellier, França       | Duro (i)    | Gaël Monfils        | 2–6, 7–5, 1–6                |
| Vice      | 14. | 25 Setembro 2011  | Metz, França              | Duro (i)    | Jo-Wilfried Tsonga  | 3–6, 7–6(7–4), 3–6           |

### Olimpíadas

#### Duplas (1 bronze)
| N. | Data                 | Torneio                         | Superfície | Parceiro    | Adversários na Final         | Resultado            |
| 1. | 21 de Agosto de 2004 | Jogos Olímpicos, Atenas, Grécia | Dura       | Mario Ančić | Mahesh Bhupathi Leander Paes | 7–6(5), 4–6, [16–14] |

### Duplas: 4 (0–4)
| Legenda                           |
| --------------------------------- |
| Grand Slam (0–0)                  |
| World Tour Finals (0–0)           |
| ATP World Tour Masters 1000 (0–0) |
| ATP World Tour 500 series (0–0)   |
| ATP World Tour 250 series (0–4)   |

| Títulos por Piso |
| ---------------- |
| Duro (0–1)       |
| Saibro (0–2)     |
| Grama (0–0)      |
| Carpete (0–1)    |

| Resultado | N. | Data             | Campeonato    | Piso        | Parceiro    | Oponente                        | Placar                  |
| --------- | -- | ---------------- | ------------- | ----------- | ----------- | ------------------------------- | ----------------------- |
| Vice      | 1. | 23 Julho 2000    | Umag, Croácia | Saibro      | Lovro Zovko | Álex López Morón Albert Portas  | 1–6, 6–7(2–7)           |
| Vice      | 2. | 12 Novembro 2000 | Lyon, França  | Carpete (i) | Jack Waite  | Paul Haarhuis Sandon Stolle     | 1–6, 7–6(7–2), 6–7(7–9) |
| Vice      | 3. | 22 Julho 2001    | Umag, Croácia | Clay        | Lovro Zovko | Sergio Roitman Andrés Schneiter | 2–6, 5–7                |
| Vice      | 4. | 17 October 2004  | Metz, France  | Duro (i)    | Uros Vico   | Arnaud Clément Nicolas Mahut    | 2–6, 6–7(8–10)          |